# Bobby Schottkowski
Bobby Schottkowski, właśc. Konrad Schottkowski (ur. 15 czerwca 1969 w Dortmundzie) – niemiecki perkusista thrash metalowy znany przede wszystkim z wieloletnich występów w grupie Sodom.

## Kariera muzyczna
W 1981 roku założył zespół Crows, w którym grał przez 10 lat aż do rozwiązania zespołu w 1991 roku. W przeszłości prowadził także program telewizyjny wraz z wokalistą zespołu Tankard, Andreasem "Gerre" Geremią.
W 1996 roku kiedy popularność thrash metalu była na najniższym poziomie, Konrad dołączył do zespołu Sodom wraz z gitarzystą Berndem "Bernemann'em" Kostem. Grał w zespole przez następne kilka lat, w międzyczasie krótko występując również z solowym zespole Thomasa "Toma Angelrippera" Sucha o nazwie Onkel Tom Angelripper. W 2010 roku zdecydował się opuścić grupę z powodu nieporozumień z liderem grupy Tomem Angelripperem.
Od 2014 Konrad grał w zespole Tank aż do zakończenia współpracy w 2023 roku. W 2018 r. dołączył do Mutant Proof.

## Dyskografia
Sodom (1997–2010)
- ’Til Death Do Us Unite (1997)
- Code Red (1999)
- M-16 (2001)
- Sodom (2006)
- In War and Pieces (2010)

Crows (1981–1991)
- The Dying Race (1991)

Tank (od 2014)
- Valley of Tears (2015)
- Re-ignition (2019)